# Herbert Scherer
Herbert Scherer (* 3. März 1929 in Bayreuth; † 30. Mai 2018) war ein deutscher Gymnasiallehrer und Studentenhistoriker.

## Leben
Nach dem Abitur an der Oberrealschule Bayreuth studierte Scherer Philologie, Geschichte, Germanistik und Anglistik an der Ludwig-Maximilians-Universität München. Als Werkstudent arbeitete er bei einem Dachdecker, in einer Gärtnerei und in einer Spinnerei. Das Referendariat durchlief er am Albert-Einstein-Gymnasium München und in Wunsiedel, Starnberg und Ingolstadt. Nach Schuldienst in Wunsiedel war er von 1965 bis 1973 Lehrer an der Deutschen Schule Casilla in Quito und Schulleiter (1967–1973) der Deutschen Humboldtschule Guayaquil. Sein Engagement bei der Entwicklung der Schule wurde in Fachkreisen hoch gelobt.
Danach leitete er als Oberstudiendirektor ab 1973 über 20 Jahre das Gymnasium Pegnitz. In seine Amtszeit als Schulleiter fielen 1978–1979 der Bau des großen Erweiterungsbaus (heutiger Neubau) mit Fach- und Kollegstufenräumen, Bibliothek, neuen Klassenzimmern und Zweifachturnhalle; 1986 die Einweihung des Sportgeländes oberhalb der Schule und 1993 die Erhebung des Gymnasiums in den Stand einer anerkannten UNESCO-Projektschule. Mehrere Jahre war er Referent und Lehrgangsleiter an der Akademie für Lehrerfortbildung und Personalführung in Dillingen an der Donau.
Er war seit 1965 Mitglied der CSU. Er lebte als Pensionär in Pegnitz und schrieb unter anderem für die Nordbayerischen Nachrichten.

### Bundesverdienstorden
„Scherer hat sich durch sein weit über das normale berufliche Maß hinausgehende Engagement sowie durch sein vorbildliches Wirken im außerschulischen Bereich auszeichnungswürdige Verdienste erworben. 
Er war von 1973 bis 1993 Leiter des Staatlichen Gymnasiums mit Schülerheim in Pegnitz und hat dieses zu einem der bedeutendsten Einrichtungen im gesamten Landkreis entwickelt. Auf seine Initiative hin wurde das ursprünglich mathematisch-naturwissenschaftliche Gymnasium auch auf den neusprachlichen Bereich ausgeweitet und zu den obligatorischen Fremdsprachen kamen noch Italienisch und Chinesisch hinzu. Ein weiteres Anliegen war ihm die Unterhaltung bisheriger sowie die Anbahnung neuer Partnerschaften mit ausländischen Schulen wie in Frankreich, England, Italien, in der Tschechischen Republik und mit der amerikanischen Highschool in Vilseck. Aufgrund der breit angelegten internationalen Verbindungen wurde das Gymnasium Pegnitz als erstes bayerisches Gymnasium als UNESCO-Projektgruppe anerkannt. Der Vorgeschlagene wirkte daneben in der Arbeitsgruppe „Interkultureller Schüleraustausch“ der deutschen UNESCO-Kommission mit, organisierte und führte Veranstaltungen für deutsche und tschechische Lehrer durch, leitete Fortbildungskurse und betreute die jährlich im Schülerheim Pegnitz stattfindenden Ferienseminare für Gymnasiasten aus den nordbayerischen Regierungsbezirken. Aufgrund seiner hohen Einsatzbereitschaft wurde er zum 1. Vorsitzenden der Arbeitsgemeinschaft der staatlichen Schülerheime in Bayern gewählt und hat sich auch als Leiter der Volkshochschule über zehn Jahre hinweg einen Namen gemacht. Außerdem hat er sich als Mitbegründer verschiedener Vereine, wie u. a. dem Kulturförderverein, hervorgetan.“

### Corps
Als Mitglied der Bayreuther Schülerverbindung Abituria fand Scherer zum Corps Cisaria, in dem er am 28. November 1949 aktiv wurde. Am 30. Juni 1950 focht er seine erste Mensur auf dem seit 1935 ersten Bestimmtag seines Corps. Am 13. Juli 1950 recipiert, war er 1951 bei Cisarias 100. Stiftungsfest Senior. 1952/53 war er der erste Vorortsprecher des restituierten Weinheimer Senioren-Convents (WSC). Er verfocht in der Nachkriegszeit einen Deutschen Senioren-Convent. Als er sich nicht durchsetzen ließ, unterzeichnete er als Mitglied der Kartellkommission von WSC und KSCV 1954 den zweiten Kartellvertrag der beiden Verbände.
Seit 1959 Alter Herr, war er von 1960 bis 1963 2. Vorsitzender des Weinheimer Verbandes Alter Corpsstudenten, danach zwei Jahre Schriftleiter der Verbandszeitung Die Wachenburg. Er initiierte die Akademie Weinheim Seminar (KWS) und die Historische Kommission des WSC. Nachdem er 2001 beim 150. Stiftungsfest seines Corps noch die Festrede gehalten hatte, legte er 2004 das Cisarenband nieder.

## Ehrenämter
- Stellvertretender Vorsitzender des Verbands Deutscher Lehrer im Ausland
- Sprecher der Öffentlichen Internatsschulen Bayern
- 6 Jahre Vorsitzender (1980–1986)[8] und Ehrenpräsident[9] der Volkshochschule Pegnitz

## Ehrungen
- Nationaler Verdienstorden von Ecuador (1971)[10][11]
- Orden für Verdienste um das Erziehungswesen in Ecuador 1. Klasse (Condecoración al Mérito Educacional de Primera Clase)[12]
- Alexander von Humboldt-Medaille in Silber
- Verdienstmedaille des Landkreises Bayreuth und des Bezirks Oberfranken in Silber[13]
- Goldene Bürgermedaille Pegnitz[14]
- Verdienstkreuz am Bande (16. August 1994)
- Frankenwürfel (2004)[15]

## Veröffentlichungen

### Mundartbeiträge
- Es kend scho so saa – aa wenns net so is. Wähnen und Wirken in Pegnitz. Volkshochschule, Pegnitz 1989 (52 S.)

### Studentengeschichtliche Beiträge
- Die WSC-Corps in der Verbotszeit (1933–1945). In: Einst und Jetzt, Jahrbuch des Vereins für corpsstudentische Geschichtsforschung, Bd. 5 (1960), S. 82–93.
- Die ersten Jahre des Polytechnischen SC zu München (1868–1870). In: Einst und Jetzt, Bd. 12 (1967), S. 69–76.
- 125 Jahre Technische Universität München – Die Initiative der Studenten zur Gründung einer technischen Hochschule in München. In: Einst und Jetzt, Bd. 39 (1994), S. 231–247.
- Der Student als sozialistischer Kamerad. Weinheimer Corpsstudenten zwischen Tradition und nationalsozialistischer Erziehung. In: Einst und Jetzt, Bd. 41 (1996), S. 117–128.
- Ein Deutscher Senioren-Convent. Idee und Wirklichkeit zwischen 1934 und 1954. In: Einst und Jetzt, Bd. 42 (1997), S. 49–61. Digitalisat (PDF-Datei; 57 kB)
- Die Wiedereinführung der Bestimmungsmensur. Der WSC als waffenstudentischer Verband nach 1945. In: Einst und Jetzt, Bd. 42 (1997), S. 111–119.
- Wiedergründung im Widerstreit. Der Restitutionsprozeß studentischer Korporationen nach dem Zweiten Weltkrieg am Beispiel des Weinheimer SC. In: Einst und Jetzt, Bd. 43 (1998), S. 135–151.
- Mit vielen Tricks durch eine traurige Zeit. Der Kampf des Corpshausvereins Cisaria [München] um sein Haus 1935 bis 1950. In: Einst und Jetzt, Bd. 43 (1998), S. 349–358.[16]
- Wie der Weinheimer SC 1905 in München Fuß faßte. In: Einst und Jetzt, Bd. 44 (1999), S. 233–237.

### Sonstige Beiträge
- Herbert Scherer, Roberto Hahn, Gustavo Lara: La indispensable revolución cultural: observaciones y consideraciones con respecto a la situación en Latinoamérica. Colegio Alemán Humboldt de Guayaquil, 1971.
- Strukturänderungen einer Auslandsschule am Beispiel der Deutschen Schule Guayaquil. In: Zeitschrift für Kulturaustausch,  Jg. 29 (1979), H. 1, S. 48–53. ISSN 0044-2976.
- Internationale Partnerschaften Pegnitzer Schulen. In: Pegnitz – 650 Jahre Stadt. Stadt Pegnitz, Pegnitz 2004, ISBN 3-925361-50-2, S. 144–152, 161.
- Ein Gestalter oberfränkischer Landschaft. Forstdirektor Niederwald wurde vor 100 Jahren geboren. In: Archiv für Geschichte von Oberfranken. 2006.
- Denn die Fahne ist mehr als der Tod. Der Abgesang der Hitler-Jugend 1945 in Bayreuth. In: Archiv für Geschichte von Oberfranken. 2011.